# Aethiessa
Aethiessa is een geslacht van kevers uit de familie bladsprietkevers (Scarabaeidae). Het geslacht werd voor het eerst wetenschappelijk beschreven in 1842 door Burmeister.

## Soorten
- Aethiessa feralis (Erichson, 1841)
- Aethiessa floralis (Fabricius, 1787)
- Aethiessa inhumata (Gory & Percheron, 1833)
- Aethiessa martini Bedel, 1889
- Aethiessa mesopotamica Burmeister, 1842
- Aethiessa squamosa (Gory & Percheron, 1833)
- Aethiessa szekessyi Brasavola, 1939
- Aethiessa zarudnyi Kiserizkij, 1939